# Joseph-Marie Jacquard

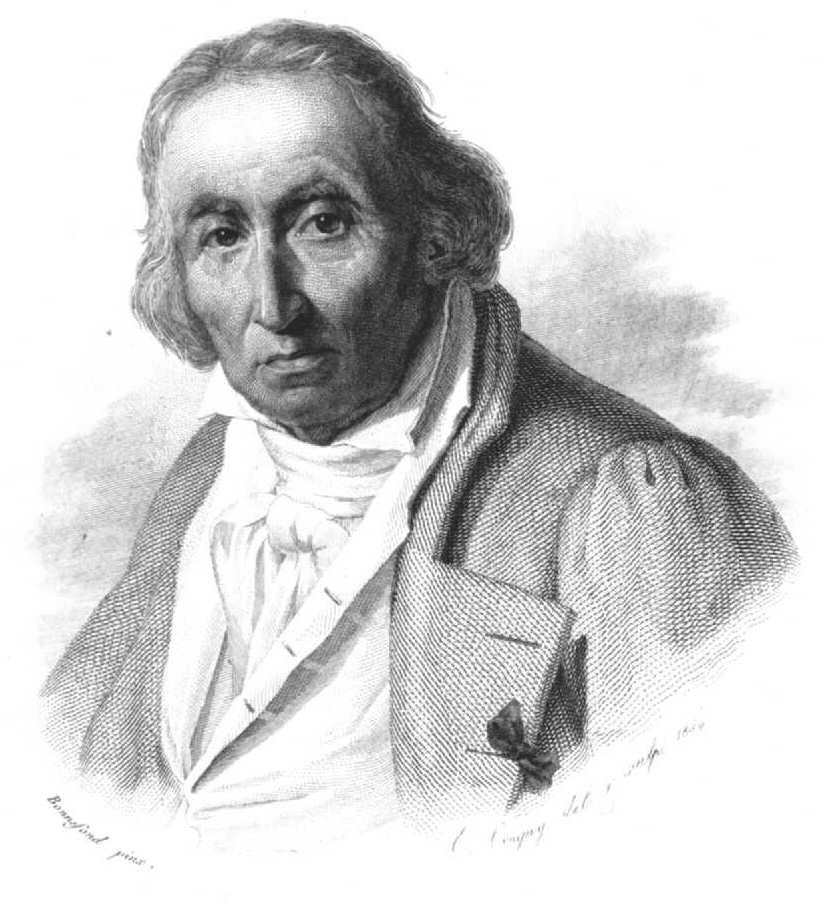
Joseph-Marie Jacquard

Joseph-Marie Jacquard (eigentlich Joseph-Marie Charles genannt Jacquard; * 7. Juli 1752 in Lyon; † 7. August 1834 in Oullins) war ein französischer Erfinder, der durch seine Weiterentwicklung des (programmierbaren)  Webstuhls entscheidend zur industriellen Revolution beitrug.

## Leben
Joseph-Marie Jacquard wurde am 7. Juli 1752 als Sohn eines Webers in Lyon geboren. Er war das fünfte von neun Kinder seines Vaters Jean Charles (genannt Jaquard) und seiner Mutter Antoinette Rive. Nur Joseph-Marie und seine Schwester Clémence (geboren 1747) erreichten das Erwachsenen-Alter. Sein Vater besaß eine Werkstatt mit mehreren Webstühlen und seine Mutter arbeitete als Mustereinleserin in einer Seidenmanufaktur. Bereits als Kind musste Jacquard in der Werkstatt seines Vaters arbeiten. Wie viele Webersöhne konnte er daher keine Schule besuchen, doch lernte er im Alter von 13 Jahren von seinem Schwager, einem kultivierten Mann, Lesen und Schreiben.
Der junge Jacquard erlernte das Gewerbe eines Buchbinders. Als er nach dem Tod seiner Eltern (Mutter 1762, Vater 1772) deren Werkstatt erbte, begann er dort die Musterwebtechnik zu mechanisieren.
Seine ersten Versuche blieben erfolglos und Jacquard verarmte zusehends. 1778 heiratete er die reiche Witwe Claudine Boichon, mit der er einen Sohn hatte, welchen sie nach seinem Vater Jean-Marie nannten.

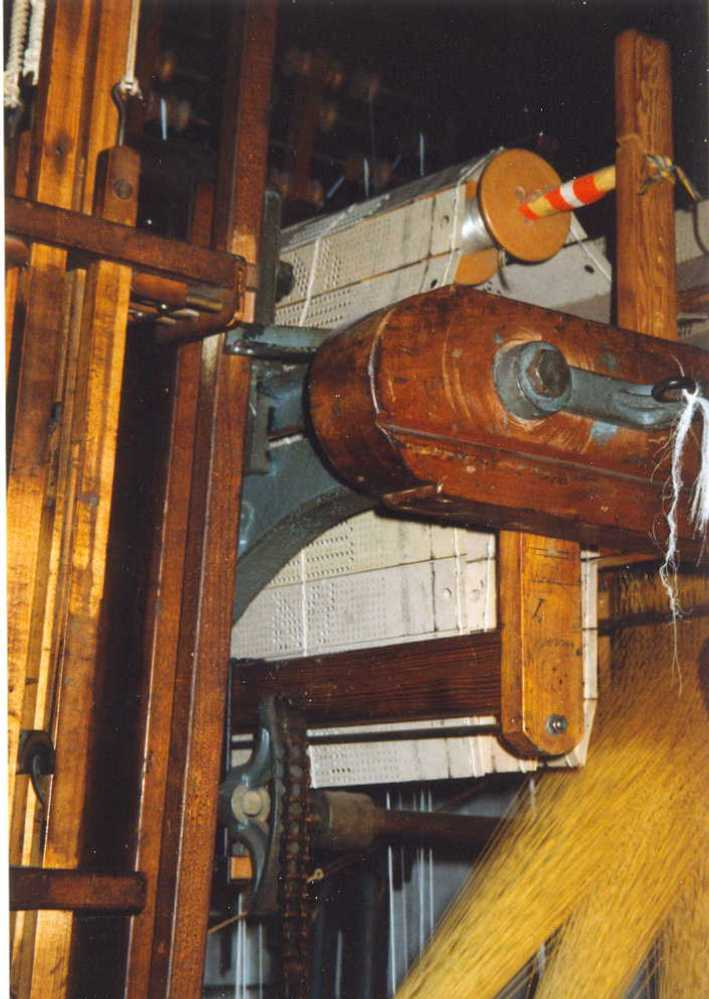
Die Lochkartensteuerung der Jacquard-Maschine

1789 brach die Französische Revolution aus. 1793 nahmen Jaquard und sein Sohn Jean-Marie an der erfolglosen Verteidigung von Lyon teil – Lyon und Jacquards Werkstatt wurden zerstört. Anschließend flohen Vater und Sohn gemeinsam, nahmen falsche Namen an und traten der Französischen Revolutionsarmee bei. 1797 wurde Jean-Marie im Kampf getötet und Joseph-Marie kehrte 1798 zurück nach Lyon. Durch die Revolution lag die Wirtschaft darnieder und Jacquard fand einige Textilfabrikanten, die seine Versuche bezüglich der Weiterentwicklung der Webstühle finanziell unterstützten. Einige wichtige Verbesserungen am Produktionsprozess und den Webstühlen verhalfen ihm zu einigem Ansehen und einer Berufung an das „Conservatoire des arts et métiers“ durch Napoléon Bonaparte im Jahr 1804.
Dort entdeckte Jacquard die zerlegten Reste von Vaucansons Webmaschine und rekonstruierte diese.
Schließlich kombinierte er dessen Steuerungstechnik mit Techniken der österreichischen Musterwebstühle.

## Die Jacquard-Musterwebmaschine

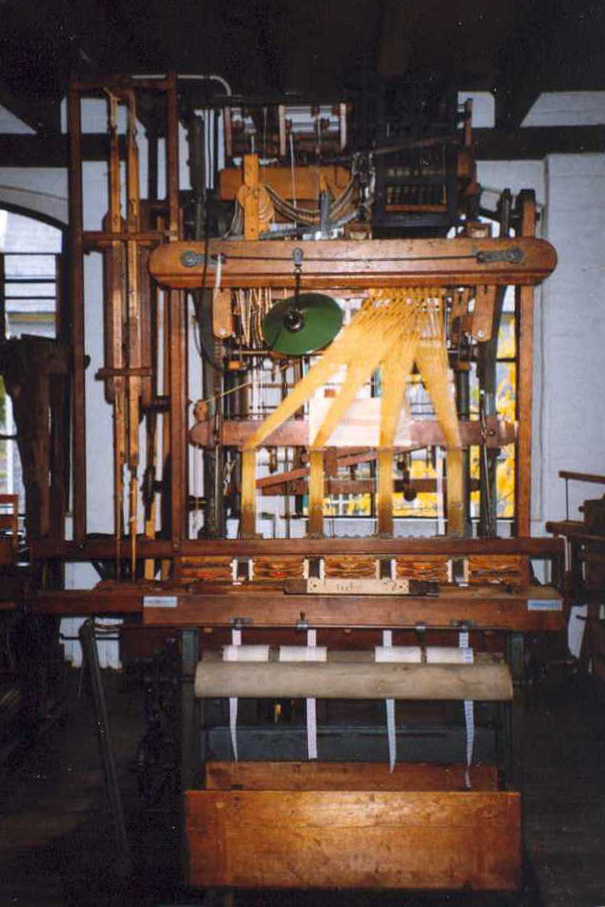
Die Jacquard-Webmaschine

Die wichtigste Verbesserung von Jacquards Musterwebstuhl gegenüber all seinen Vorläufern bestand darin, dass er die Nockenwalze der österreichischen Webstühle durch das Endlosprinzip der Lochkartensteuerung ersetzte. Dadurch konnten endlose Muster von beliebiger Komplexität mechanisch hergestellt werden.
Auf der Lochkarte waren Informationen über das zu webende Muster enthalten. Genauer gesagt waren die Karten miteinander zu langen Lochstreifen verbunden. Sie wurden mit Nadeln abgetastet; ein Loch bedeutete Fadenhebung, kein Loch Fadensenkung. Diese beiden Informationen reichten aus, um großflächige Muster herzustellen. Die Jacquard-Steuerung ist eine frühe Anwendung der Digitaltechnik.
Dieser Webstuhl war die erste „programmierbare“ Maschine, deren Steuerung (nach einer Umrüstung der Maschine für ein anderes Muster) dauerhaft aufgehoben und später erneut verwendet werden konnte. Sie ist damit ein Grundstein zur heutigen Automatisierung. Der Jacquard-Webstuhl beseitigte das letzte Hindernis zur vollständigen Automatisierung der Weberei: die kostengünstige Umstellung von Mustern bei der Herstellung wechselnder Webmuster auf derselben Maschine.
Napoléon war von Jacquards Steuerungssystem begeistert und sprach ihm zur Belohnung eine lebenslange Rente zu. 1806 versuchte Napoléon, die neuen Webstühle per Regierungsdekret durchzusetzen, stieß jedoch auf erbitterten Widerstand der Zünfte, die sich durch die fortschreitende Automatisierung in der Textilindustrie bedroht fühlten. Jacquard wurde mehrmals angegriffen und vor Gericht gebracht. Nachdem jedoch die englischen Textilfabriken anfingen, Jacquard-Webstühle einzusetzen, konnte sich die Technik in Frankreich ebenfalls durchsetzen.
Im Jahr 1810 wurde Jacquard mit dem Kreuz der Ehrenlegion geehrt. 1812 gab es in Frankreich etwa 18.000 Jacquard-Webstühle.
Joseph-Marie Jaquard starb am 7. August 1834 in Oullins (Rhône).
Im Tuchmachermuseum in Bramsche bei Osnabrück und im Haus der Seidenkultur in Krefeld werden Jacquard-Webstühle in Funktion gezeigt. Eine funktionstüchtige Jacquard-Maschine (Steuereinheit) ist außerdem im Heinz Nixdorf MuseumsForum in Paderborn, im  TIM (Textil- und Industriemuseum) in Augsburg, im Museum für Frühindustrialisierung in Wuppertal und im Wiesentäler Textilmuseum in Zell im Wiesental ausgestellt.
Noch heute werden in der früheren Möbelstoff-Weberei Cammann & Co., heute Cammann Gobelin Manufaktur in Braunsdorf bei Chemnitz, Jacquard-Stoffe auf 60 Jahre alten Chemnitzer Schönherr Webstühlen mit Lochkarten nach dem Prinzip von Joseph-Marie Jacquard hergestellt.